# 瀬谷村 (石川県)
瀬谷村（せたにむら）は石川県能美郡にあった村。現在の小松市中部の山間部、梯川流域にあたる。

## 地理
- 山 ： 鷹落山
- 河川 ： 梯川、大杉谷川

## 歴史
- 1889年（明治22年）4月1日 - 町村制の施行により、長谷村、波佐谷村、瀬領村、打木村、上リ江村及び赤瀬村の区域をもって、瀬谷村が発足する。
- 1907年（明治40年）8月5日 - 大杉村及び瀬谷村が合併して、大杉谷村が発足する。